# Galeniet
Het mineraal galeniet of loodglans (ook wel galena) is een loodsulfide met de chemische formule PbS.

## Eigenschappen
De galeniet-kristallen zijn over het algemeen kubisch, maar soms octahedrisch. Het mineraal komt vaak voor samen met sphaleriet (zinkblende) en fluoriet (vloeispaat).

## Voorkomen
Afzettingen van galeniet worden aangetroffen in Duitsland, Frankrijk, Roemenië, Oostenrijk, België, Italië, Spanje, Schotland, Engeland, Australië en Mexico. In de Verenigde Staten komt het mineraal voor in Californië, Missouri, Illinois, Iowa, Kansas, Oklahoma, Colorado, Idaho, Utah, Montana, en Wisconsin. Galeniet wordt primair aangetroffen in hydrothermale aders en rond pegmatieten, alsook in aders in kalksteen en dolomiet samen met sfaleriet. Rond Blieberg in oostelijk België is meer dan 115.000 ton gewonnen rond de Mijnzetel van Blieberg.

## Geschiedenis
Galeniet was bij de Babyloniërs al bekend, en bij de Romeinen was het een begeerde stof zoals het gebruik in de aquaducten aantoont. De naam galena voor loodglans is van Romeinse oorsprong. In het oude Egypte werd het mineraal gebruikt in kralen.

## Gebruik
Galeniet is een belangrijk looderts. Verder vindt het toepassing als zilvererts in de zilverindustrie door insluitingen van argentiet, waarbij lood een bijproduct is.
Omwille van de speciale elektrische eigenschappen werd het in de pionierstijd van de radio gebruikt voor het maken van een kristalontvanger.
Om zijn donkergrijze kleur werd galeniet als pigment gebruikt. Zo werd gemalen galeniet als oogschaduw gebruikt in vele Arabische landen.

## Namaak

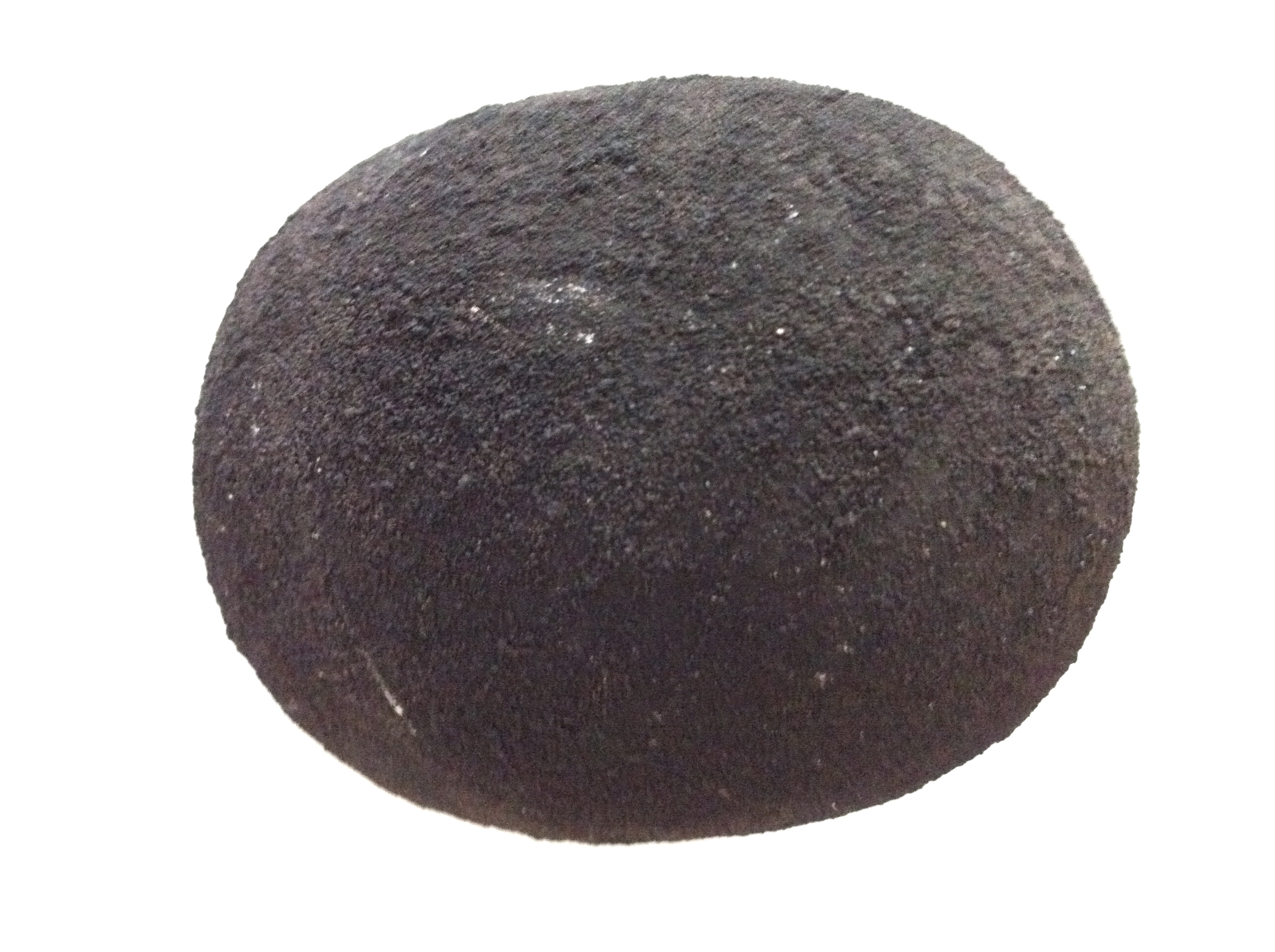
Namaakgeode van galeniet, geheel
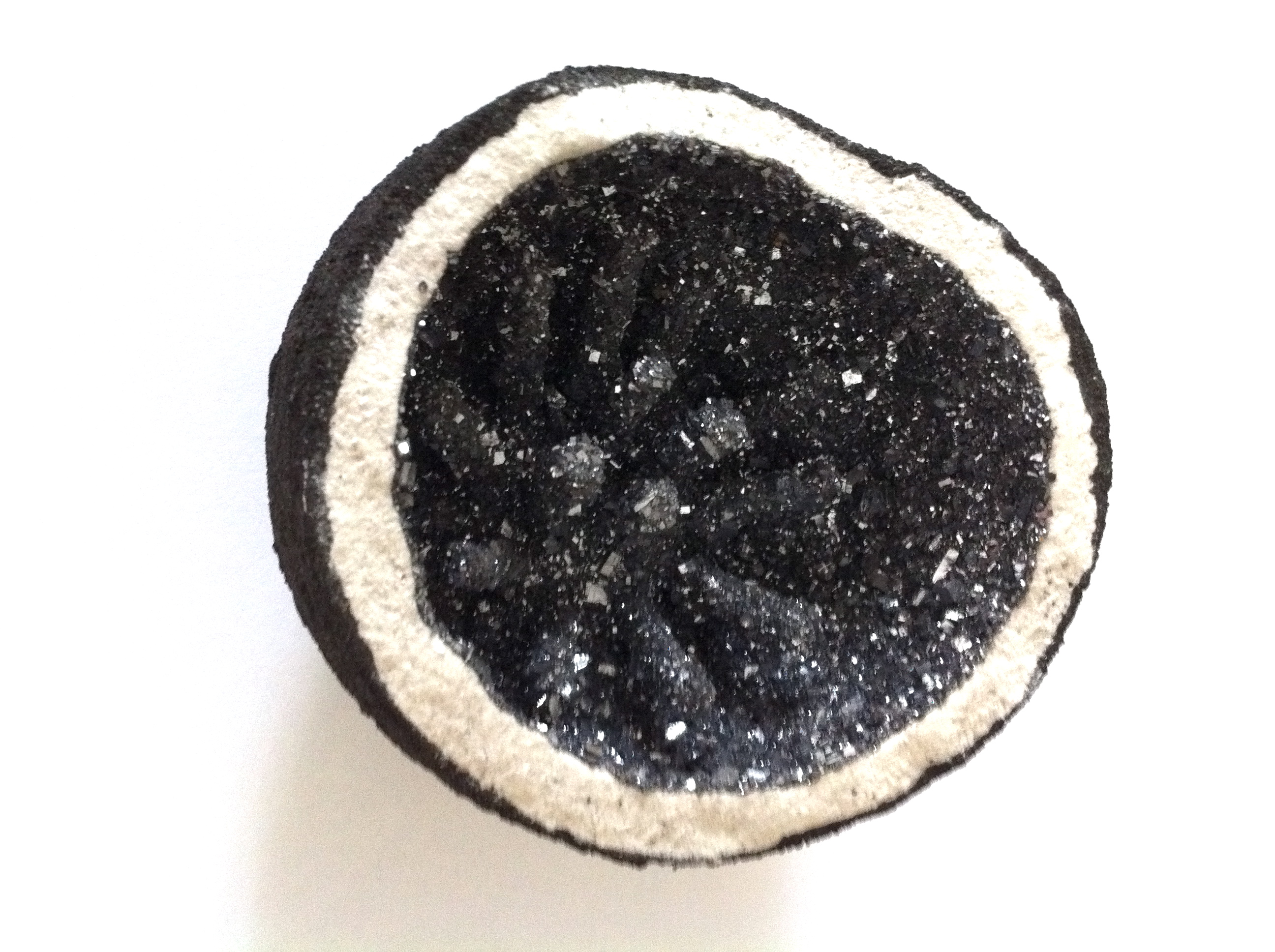
Namaakgeode, geopend
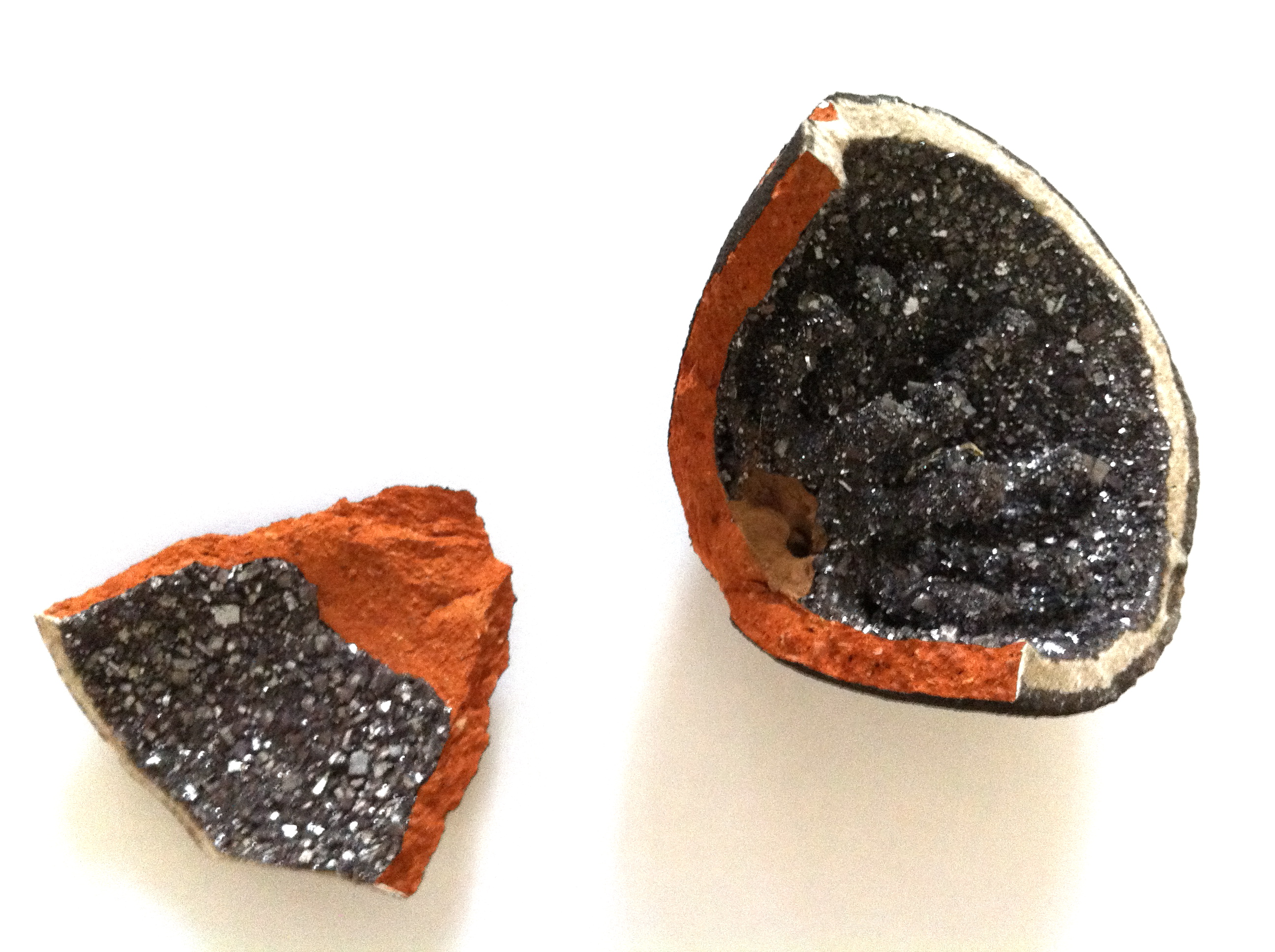
Namaakgeode, gebroken om de binnenkant te kunnen zien
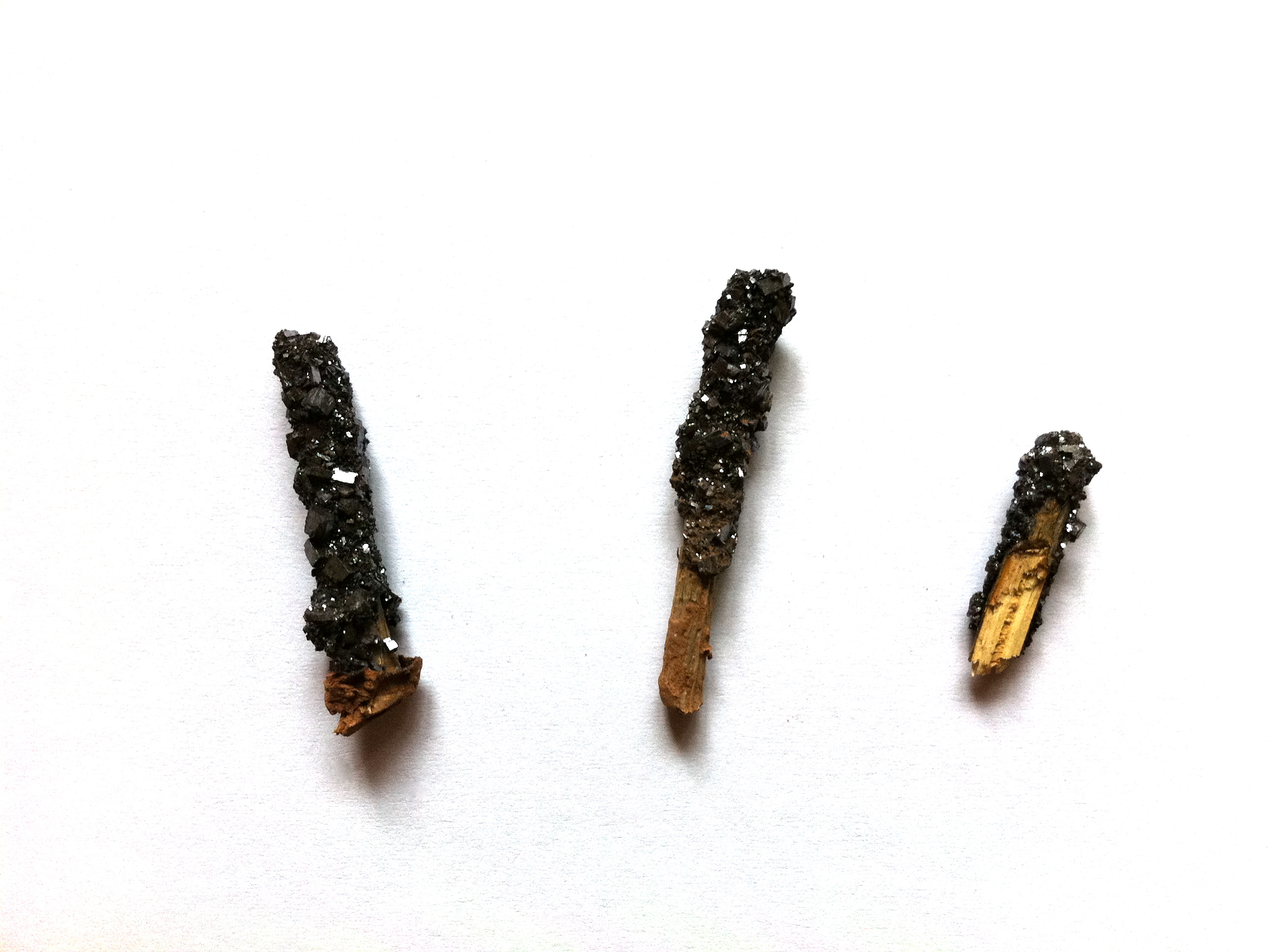
Stukjes lucifer met kristallen in een namaakgeode van galeniet